# Бишев (Ленчицький повіт)
Бишев (пол. Byszew) — село в Польщі, у гміні Ґрабув Ленчицького повіту Лодзинського воєводства.
Населення — 191 особа (2011).
У 1975-1998 роках село належало до Конінського воєводства.

## Демографія
Демографічна структура станом на 31 березня 2011 року:
|          | Загалом | Допрацездатний вік | Працездатний вік | Постпрацездатний вік |
| -------- | ------- | ------------------ | ---------------- | -------------------- |
| Чоловіки | 104     | 22                 | 69               | 13                   |
| Жінки    | 87      | 14                 | 52               | 21                   |
| Разом    | 191     | 36                 | 121              | 34                   |